# Antigang
Antigang (bra: Esquadrão de Elite) é um filme de ação francês de 2015 dirigido por Benjamin Rocher [fr]  e estrelado por Jean Reno. É um remake do filme de 2012 The Sweeney [en], que por sua vez foi inspirado na popular série de televisão The Sweeney [en]. No Reino Unido, é comercializado como “The Sweeney: Paris”.

## Elenco
- Jean Reno como Serge Buren
- Caterina Murino como Margaux
- Alban Lenoir como Cartier
- Thierry Neuvic como Becker
- Stéfi Celma como Ricci
- Oumar Diaw [fr] como Manu
- Jakob Cedergren como Kasper
- Karl Amoussou como Reda
- Sabrina Ouazani como Nadia
- Jess Liaudin como Waked
- Féodor Atkine como Tancrède
- Jean-Toussaint Bernard como Boulez
- Sébastien Lalanne [fr] como Genoves
- Stephen Scardicchio como Fedor
- Michaël Troude como Zied
- Frédéric Dessains como Jamart
- Vincent Gatinaud como Grégoire